# الاتحاد الدولي لإنقاذ الطفولة

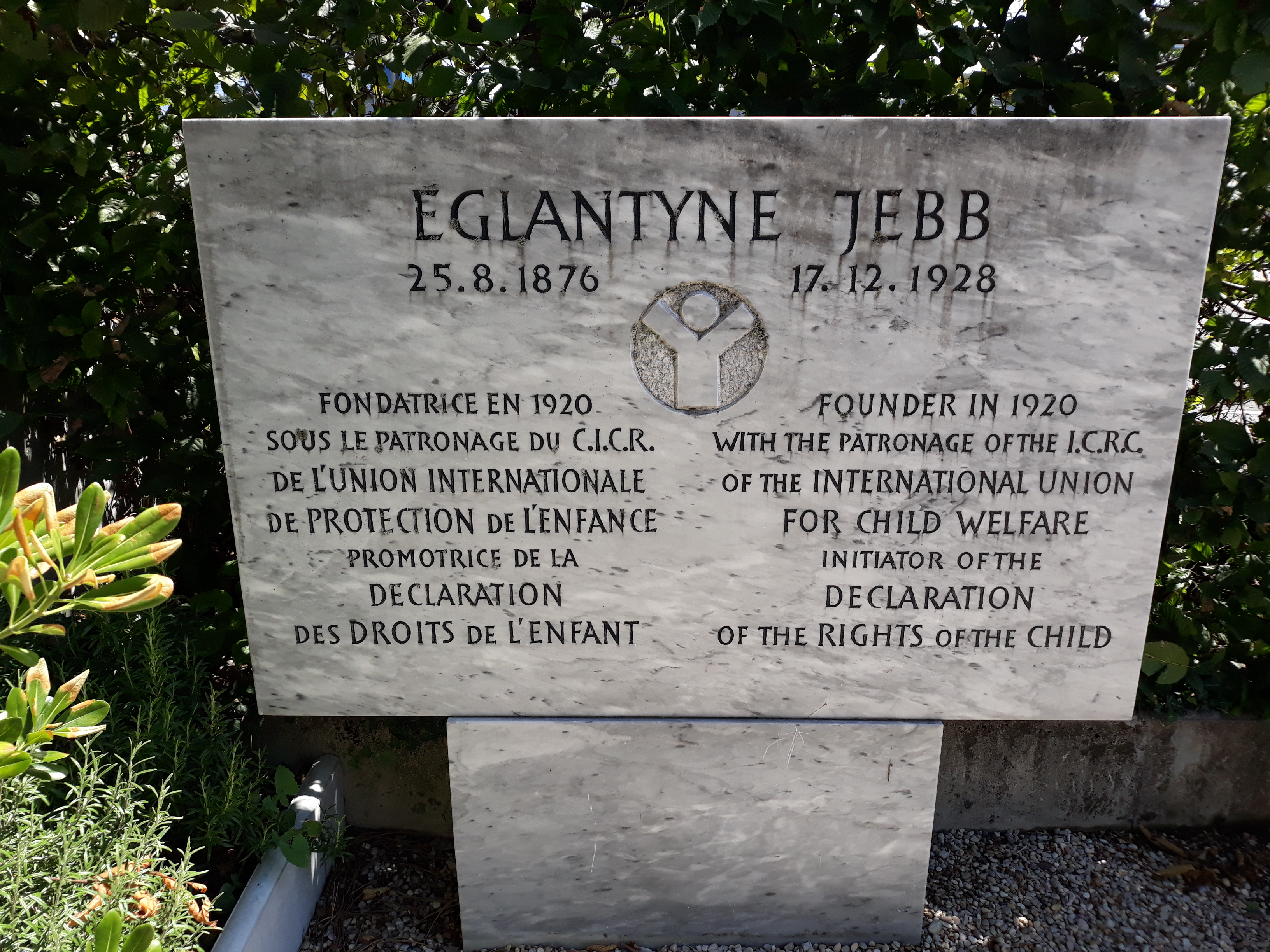

الاتحاد الدولي لإنقاذ الطفولة  منظمة دولية مقرها جنيف لمنظمات رعاية الأطفال التي تأسست عام 1920 من قبل أجلنتينا جيب وشقيقتها دوروثي، التي أسست في وقت سابق منظمة أنقذوا الأطفال في المملكة المتحدة. كان الهدف من إنشائها ان تكون «منظمة دولية قوية، من شأنها أن تمتد عواقبها إلى أقصى ركن من أركان العالم».
وحظيت المنظمة برعاية اللجنة الدولية للصليب الأحمر، وشمل المجلس عضوين بارزين في تلك الهيئة، بما في ذلك رئيسها، ايتيان كلوزوت. وجمعت منظمات من مختلف البلدان التي كانت تعمل في البداية لمعالجة معاناة الأطفال في جميع أنحاء أوروبا بعد الحرب العالمية الأولى .
في عام 1946 ، اندمجت مع الرابطة الدولية لتعزيز رعاية الطفل (تأسست عام 1921 في بروكسل) لتشكيل الاتحاد الدولي لرعاية الطفل
في عام 1977 ، شكل عدد من منظمات إنقاذ الطفولة التحالف الدولي لإنقاذ الطفولة لتنسيق أعمال الدعوة الدولية.
في عام 1986 ، صوت المجلس العام للاتحاد الدولي لرعاية الطفولة لصالح حل المنظمة، بدعوى أنه بسبب سوء الإدارة المالية.